# Golf na Letnich Igrzyskach Olimpijskich 1904 – drużynowo
Golf drużynowo był jedną z konkurencji w golfie na Letnich Igrzyskach Olimpijskich 1904. Zawody odbyły się w dniu 17 września. W zawodach uczestniczyły 3 drużyny po 10 zawodników w każdej. Wszyscy pochodzili ze Stanów Zjednoczonych.

## Uczestnicy
Początkowo miały wystąpić dwa zespoły. Jednakże liczba duża liczba uczestników pozwoliła na uformowanie trzeciego zespołu. Wszyscy byli członkami U.S.G.A. i brali udział w  zawodach pod szyldem tej organizacji.
Western Golf Association
Edward Cummins
Kenneth Edwards
Chandler Egan
Walter Egan
Robert Hunter
Nathaniel Moore
Mason Phelps
Daniel Sawyer
Clement Smoot
Warren Wood
Trans-Mississippi Golf Association
John Cady
Albert Lambert
John Maxwell
Burt McKinnie
Ralph McKittrick
Francis Newton
Henry Potter
Frederick Semple
Stuart Stickney
William Stickney
United States Golf Association
Douglass Cadwallader
Jesse Carleton
Harold Fraser
Arthur Hussey
Orus Jones
Allen Lard
George Oliver
Simeon Price
John Rahm
Harold Weber

## Wyniki

### Wyniki indywidualne
Wyniki każdego z zawodników z zespołu zostały zsumowane tworząc ostateczną klasyfikację.
| Pozycja | Zawodnik             | Liczba pkt | Drużyna                            | Medal drużyny |
| 1.      | Chandler Egan        | 165        | Western Golf Association           |               |
| 2.      | Douglass Cadwallader | 168        | United States Golf Association     |               |
| 2.      | Daniel Sawyer        | 168        | Western Golf Association           |               |
| 4.      | Robert Hunter        | 169        | Western Golf Association           |               |
| 5.      | Kenneth Edwards      | 170        | Western Golf Association           |               |
| 6.      | Allen Lard           | 172        | United States Golf Association     |               |
| 6.      | Francis Newton       | 172        | Trans-Mississippi Golf Association |               |
| 6.      | Henry Potter         | 172        | Trans-Mississippi Golf Association |               |
| 6.      | Clement Smoot        | 172        | Western Golf Association           |               |
| 10.     | Warren Wood          | 173        | Western Golf Association           |               |
| 11.     | Ralph McKittrick     | 174        | Trans-Mississippi Golf Association |               |
| 12.     | Jesse Carleton       | 175        | United States Golf Association     |               |
| 12.     | Albert Lambert       | 175        | Trans-Mississippi Golf Association |               |
| 14.     | Frederick Semple     | 176        | Trans-Mississippi Golf Association |               |
| 15.     | Mason Phelps         | 177        | Western Golf Association           |               |
| 15.     | Stuart Stickney      | 177        | Trans-Mississippi Golf Association |               |
| 17.     | Burt McKinnie        | 178        | Trans-Mississippi Golf Association |               |
| 17.     | William Stickney     | 178        | Trans-Mississippi Golf Association |               |
| 19.     | Walter Egan          | 180        | Western Golf Association           |               |
| 20.     | Simeon Price         | 181        | United States Golf Association     |               |
| 21.     | John Maxwell         | 182        | Trans-Mississippi Golf Association |               |
| 22.     | Harold Weber         | 183        | United States Golf Association     |               |
| 23.     | John Cady            | 186        | Trans-Mississippi Golf Association |               |
| 23.     | John Rahm            | 186        | United States Golf Association     |               |
| 25.     | Edward Cummins       | 187        | Western Golf Association           |               |
| 25.     | Arthur Hussey        | 187        | United States Golf Association     |               |
| 25.     | Orus Jones           | 187        | United States Golf Association     |               |
| 28.     | Nathaniel Moore      | 188        | Western Golf Association           |               |
| 29.     | Harold Fraser        | 194        | United States Golf Association     |               |
| 30.     | George Oliver        | 206        | United States Golf Association     |               |

### Wyniki drużynowe
| Pozycja | Zespół                             | Liczba pkt |
|         | Western Golf Association           | 1749       |
|         | Trans-Mississippi Golf Association | 1770       |
|         | United States Golf Association     | 1839       |